# 科爾比鄉
44°59′N 24°29′E / 44.983°N 24.483°E
科爾比鄉（羅馬尼亞語：Comuna Corbi, Argeș），是羅馬尼亞的鄉份，位於該國中南部，由阿爾傑什縣負責管轄，面積57平方公里，海拔高度540米，2011年人口3,784，人口密度每平方公里67人。